# Culex glyptosalpinx
Culex glyptosalpinx är en tvåvingeart som beskrevs av Harbach, Peyton och Harrison 1984. Culex glyptosalpinx ingår i släktet Culex och familjen stickmyggor.
Artens utbredningsområde är Bolivia. Inga underarter finns listade i Catalogue of Life.